# 三色木棉旗
三色木棉旗是廣東獨立理論/運動使用的旗幟，其使用者宣稱旗幟代表廣東人民及其語言和文化作為「九獨」旗幟之一，在香港國安法實施後在香港被禁止。

## 設計與含義
旗幟由綠色、淺棕色和藍色三色橫條紋組成，中央是木棉花的圖案，木棉花是廣州市的市花，也是廣東文化的象徵。根據介紹，綠色代表自由、和平、生機，淺棕色來自百越人的土著起源，藍色代表民主、海洋、睿智。

## 歷史及使用
該旗幟在網路上首次出現的時間約於2010年3月左右。自其誕生以來，在海外多起針對中共的抗議活動中都可以看到它的身影。
2025年7月9日，香港警务处国家安全处（国安处）拘捕四名年龄介乎15至47岁的香港民主建國聯盟的男子成員，指其涉嫌违反《香港国安法》“颠覆国家政权”罪。警方在被捕人的处所，搜出大量印有包括代表“粵獨”的三色木棉旗，以及藏獨“雪山狮子旗”、東突厥斯坦“疆獨”旗等，并在記者會中展示。國家安全處總警司李桂華指這些旗幟均具有分裂國家的意圖。

## 外部參考
- Chinese Regional Separatist Movements （页面存档备份，存于）